# Giuseppe Montanari (pittore)

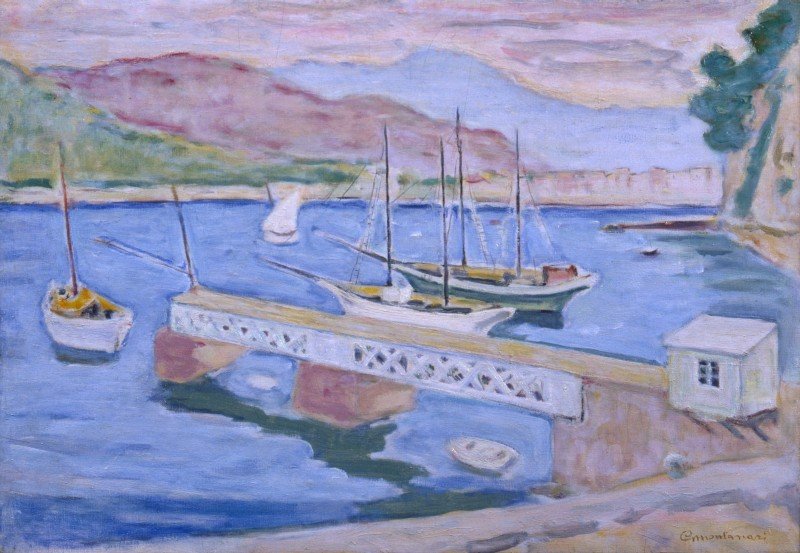
Rada di Sestri, 1950 ca. (Fondazione Cariplo)

Giuseppe Montanari (Osimo, 1889 – Varese, 1976) è stato un pittore italiano.

## Biografia
Compie gli studi classici a Fermo e si trasferisce nel 1906 a Milano, dove si diploma presso l'Accademia di Brera. Nel 1919 si trasferisce a Varese dove risiede per il resto della vita.
Nel 1922 partecipa all'Esposizione Nazionale di Brera e nel 1924 espone alla Biennale di Venezia. Nel 1926 partecipa alla prima mostra di "Novecento Italiano", tenutasi a Milano. Nel 1930 vince il Premio del Carnegie Institute di Pittsburgh. Nel 1932 vince il Premio Principe Umberto per la pittura. Riceve inoltre importanti riconoscimenti in mostre a Budapest e a Parigi ed espone negli Stati Uniti e in Sud-America.
Espone alle edizioni del 1931 e del 1942 della Biennale di Venezia. Nel 1939 esegue quattro grandi affreschi per il Consiglio Provinciale dell'Economia Corporativa di Varese (oggi sede della Camera di Commercio)e nella Casa del Mutilato. Sempre a Varese esegue alcuni mosaici nella sede dell'A.C.I., all'Ospedale di Circolo e in alcune ville. Nel 1945 rifonda con la denominazione "Circolo degli Artisti di Varese" l'associazione originariamente nota come "Amici dell'arte".
Dopo la Seconda guerra mondiale soggiorna spesso nelle Marche e in Liguria. Nel 1956 esegue, ad Arcumeggia  l'affresco San Martino dona parte del mantello al povero e due cappelle della Via Crucis.